# Distretto di Uzbekistan
Il distretto di Uzbekistan (usbeco O`zbekiston) è uno dei 15 distretti della Regione di Fergana, in Uzbekistan. Il capoluogo è Yaypan. Ha una superficie di 690 km² e nel 2022 contava 246.400 abitanti.